# Грязнуха (приток Ульки)
Грязнуха — река в России, протекает по Адыгее. Устье реки находится в 35 км по правому берегу реки Улька. Длина реки — 12 км, площадь водосборного бассейна — 84 км².

## Данные водного реестра
По данным государственного водного реестра России относится к Кубанскому бассейновому округу, водохозяйственный участок реки — Лаба от впадения реки Чамлык и до устья. Речной бассейн реки — Кубань.